# Aeroportul Balkanabat
Aeroportul Balkanabat (IATA: BKN, ICAO: UT1H) este un aeroport din Provincia Balkan, Turkmenistan ce deservește zona Balkanabat. A fost numit după zona deservită.
Situat la o altitudine de 2 m, aeroportul dispune de 1 pistă.

## Infrastructură

### Piste
Aeroportul dispune de o singură pistă. Pista 11/29 are suprafața de beton. 